# Dommartin-le-Coq
Dommartin-le-Coq é uma comuna francesa na região administrativa de Grande Leste, no departamento de Aube. Estende-se por uma área de 6,34 km². Em 2010 a comuna tinha 59 habitantes (densidade: 9,3 hab./km²).